# Ildikó Szabó (reżyserka)
Ildikó Szabó (ur. 24 listopada 1951 w Budapeszcie) – węgierska reżyserka, aktorka i kostiumografka. We wczesnych filmach występowała jako Gabriella Szabó. 

## Życiorys
Wcześnie została sierotą. Jej starszy brat przesiedział w więzieniu siedem lat po procesie pokazowym, a następnie z fałszywym paszportem uciekł za granicę. Pozbawiona majątku i wegetująca w ich domu, jako pomocniczka dozorcy pani Szepessyné, wprowadziła ją w świat literatury. W latach 1967–1972 zagrała w 30 różnych węgierskich filmach w rolach głównych i drugoplanowych (np.: Szeressétek Odor Emiliát!, „Sárika, drágám”, „Régi idők focija” (Futbol dawnych czasów), „Bohóc a falon”, „Hangyaboly”…). W siedmiu filmach uczestniczyła jako kostiumografka. Od 1992 r. posiadając uprawnienia, pracowała jako damska krawcowa i wtedy też zaczęła pracę nad filmem Dziecięce morderstwa, który zdobył nagrodę FIPRESCI w sekcji "Quinzaine des Réalisateurs" na 46. MFF w Cannes. 
W 1982 r. ukończyła studia na Uniwersytecie Sztuk Teatralnych i Filmowych w Budapeszcie jako reżyserka transmisji u Ádáma Horvátha. Nakręciła tam filmy  „Ilyen ez a szeláví”, „A Császár üzenete”, „Az én Kishercegem”. Od 1983 r. pracowała w studiu Béli Balázsa. Sama pisze scenariusze do swoich filmów. Nakręciła tam film dokumentalny „Kísérleti Színház” (1983), dwa filmy krótkometrażowe: „In flagranti” (1983) i „A másik oldal”(1985). Z tym ostatnim wygrywała międzynarodowe festiwale. 
Jej fabularny debiut, Hótreál (1988), powstał w Hunnia Stúdió. Drugi film, Dziecięce morderstwa (1993), powstał w koprodukcji MIT, Hétfői Műhely, FIFI i Tag/ Traum. Prezentowany był poza Węgrami, a na 46. MFF w Cannes uzyskał nagrodę FIPRESCI. Trzeci jej film pt. Csajok (1996) był koprodukcją MMA, Hétfői Műhely, Dragon Ciné, MTM i Mafilmu. Uważany był za film fabularny, ale w rzeczywistości był to świetny dokument o kobietach, mężczyznach i rozwodach. Historyczna trylogia Chacho Rom, obejmująca jedno stulecie i trzy pokolenia, została ukończona w 2002 r. po dwóch latach kręcenia (Laurinfilm, MMA, MTV, ORTT, Nemzeti Kulturális Alap, Történelmi Filmalapítvány, ZDF, ARTE, Eurimages). W wyniku sporów prawnych nie powstała kopia przeznaczona do rozpowszechniania. Dopiero w 2007 r. odbyła się premiera telewizyjna.

## Filmy

### Jako aktorka
Wybrane filmy: 
- 1965 – Utolsó mozi
- 1967 – Bohóc a falon
- 1967 – Mihályka, szippants!
- 1967 – Téli sport
- 1969 – Szeressétek Odor Emiliát!
- 1971 – Hangyaboly
- 1971 – Sárika drágám
- 1971 – Végre, hétfő!
- 1972 – A magyar ugaron
- 1972 – Romantika
- 1973 – Régi idők focija (Futbol dawnych czasów)
- 1974 – Jelbeszéd
- 1976 – Kilenc hónap
- 1977 – Baleset
- 1978 – Olyan, mint otthon[5]

### Jako reżyserka
- 1987. HÓTREÁL / Hunnia Stúdió
- 1993. GYEREKGYILKOSSÁGOK (Dziecięce morderstwa) / Magic Media, Tag Traum, Hétfői Műhely, Társulás Alapítvány
- 1996. CSAJOK / Hétfői Műhely, Theiss Khlane
- 2001. CHACHO ROM /Laurinfilm, Joel Forges, Daniel Zuta[5]

### Jako kostiumografka
Siedem filmów w latach 1975–1981 w reżyserii Jánosa Dömölkyego, Márty Mészáros, Pétera Vajdy, Pétera Fábriego i Jánosa.

### Jako reżyserka
- 1980. A Császár üzenete
- 1981. Kis hercegem
- 1982. In flagranti
- 1984. Kísérleti színház
- 1985. A Másik Oldal
- 2006. Térzet[5]

### Filmy reklamowe
- Anaconda
- BB üdítő sorozat
- Tri-es-zin fogyasztótabletta[5]

### Filmy dokumentalne
- 1990. Első szabad május elseje
- 1990. Kirakatok
- 1990. Cigányprímás[5]

## Nagrody
- 1986. Tampere główna nagroda: za film „Másik oldal”[6]

Za „Gyermekgyilkosságok” otrzymała następujące nagrody:
- 1993. 46. MFF w Cannes – nagroda FIPRESCI
- 1993. zgłoszenie do Europejskiej Nagrody Filmowej
- 1993. Magyar Játékfilmszemle Fődíja Główna nagroda na Węgierskim Przeglądzie Filmów Fabularnych, nagroda dla najlepszego scenarzysty, nagroda dla najlepszego reżysera, nagroda dla najlepszego aktora
- 1993. Gene Moskowitz Díj
- 1993. Cattolica – nagroda specjalna
- 1993. Łagów – II. nagroda
- 1993. Stockholm – nagroda dla najlepszego operatora, Tamása Sasa
- 1993. Genewa – najlepszy aktor – dyplom uznania dla Barnabása Tótha
- 1994. Csaba von Ferenczy Alapítvány – nagroda rady powierniczej fundacji
- 1994. Cottbus – Grand Prix – Ostdeutscher Rundfunk „Brandenburg”
- 1994. Frankfurt nad Menem – Lucas Międzynarodowy Festiwal Filmów Młodego Widza – nagroda za najlepszy film

Za film „Csajok” dostała poniższe nagrody:
- 1996. Magyar Filmszemle, nagroda dla najlepszej postaci kobiecej – Enikő Eszenyi
- 1996. Magyar Filmszemle, nagroda dla najlepszej postaci męskiej – Antal Cserna
- 1997. Budapest – Magyar Filmkritikusok Díja, (Nagroda Węgierskich Krytyków Filmowych) - nagroda dla najlepszej postaci kobiecej – Enikő Eszenyi[6]

Zaproszenia na festiwale:
IN FLAGRANTI:
- 1986. Bilbao
- 1989. Kolonia[6]

A MÁSIK OLDAL:
- 1987. Oberhausen- konkurs
- 1988. Tampere – konkurs
- 1988. Grimstadt
- 1988. Berlin
- 1999. Helsinki[6]

HÓTREÁL:
- 1996. Berlin
- 1996. Locarno – konkurs
- 1997. Alexandria[6]

GYEREKGYILKOSSÁGOK:
- 1993. Cannes - sekcja "Quinzaine des Réalisateurs". Cattolica - konkurs. Giffoni- konkurs. San Francisco - konkurs. Santa Barbara - konkurs. Saloniki. Toronto - konkurs. Chicago - konkurs. Montreal - konkurs. Rzym, New York, Monachium, Jerozolima, New Delhi, Kolonia, Cottbus, Moskwa
- 1994. Calcutta, Triest, Jałta, Rotterdam, Puerto Rico- konkurs, Portland, Dublim, Kopenhaga, Berno, Créteil- konkurs, Nowy Jork, Hongkong- konkurs, Stambuł, İzmir, Waszyngton-konkurs, Rivertown- konkurs, Seattle, Florida- konkurs, Wellington- konkurs, Cambridge, Auckland, Warna, San Sebastian, Lizbona, Ryga
- 1995. Boston, Monachium, Perugia, Bratysława, Reggio Emilia, Petersburg, Wenecja
- 1996. Belgrad- Węgierski Tydzień Filmowy
- 1997. Moskwa, Alexandria, Chicago, Cleveland, Zagrzeb
- 1998. New York, Warszawa, Strasbourg, Kair
- 1999. Wiedeń
- 2000–2001. Paryż, Ottawa, Montreal, Bukareszt[6]

CSAJOK:
- 1996. Magyar Filmszemle, Filmfestspiele Berlin- konkurs, Soczi, Stambuł, Łagów, Montreal, Warna, Umea, Los Angeles, Dublin
- 1997. Praga, San José
- 1998. Warszawa
- 1999. Bukareszt, Kolonia
- 2000.[6]

CHACHO ROM:
- 2001. Magyar Filmszemle[6]